# Explosions-Polka
Explosions-Polka, op. 43, är en polka av Johann Strauss den yngre. Den spelades första gången den 8 februari 1847 i Sträußl-Saal i Theater in der Josefstadt i Wien.

## Bakgrund
Den tyske kemisten Christian Friedrich Schönbein upptäckte och  namngav bomullskrut 1845. Detta skedde av misstag i hans kök, då han torkade upp utspilld salpetersyra och svavelsyra med sin hustrus förkläde. Detta ledde vidare till arbetet med bomullskrut som han preparerade och använde som drivmedel i skjutvapen 1846. Vid samma tid meddelade en professor Kraysky i Wien att utförde experiment med "exploderande bomull". Pressen i Wien rapporterade om detta på hösten 1846 och fann ett visst nöje i att beskriva vilka produkter som nu kunde bli "explosiva". En skämttidning till och med avrådde mödrar att använda bomullsblöjor på sina nyfödda. Ordet 'explosiv' kom snabbt på modet, särskilt bland Wiens ungdom: en aktör beskrevs som "explosiv" i sin roll, och en vacker damhatt eller nattlinne kunde sägas ha en "explosiv" effekt. Det harmlöst, fluffigt vita materialet blev snart tillgängligt på apoteken och det dröjde inte länge förrän försäljare sålde det till gäster på kaféer och uteställen.

## Historia
Så stort var intresset för ordet att tidningen Theaterzeitung undrade om det inte snart skulle komma en vals med titeln Explodierende Baumwolle (Exploderande Bomull). Tidningen kom själva med svaret på sin fråga då de den 9 februari 1847 meddelade sina läsare: "Strauss d.y. har skrivit en ny vals, Irenen-Walzer, och tillägnat den till grevinnan Jenny Zichy. Dessutom en 'Exploderande Bomulls-Polka'. Bra, där!" Tidningen Der Wanderer (11.02.1847), om än lite senare, rapporterade också om den nya kompositionen: "Modernt framsteg. Strauss d.y. kommer släppta lös en 'Exploderande Bomulls-Polka' under karnevalen. Vi hoppas att den kommer göra avtryck". Journalisternas önskningar besannades: Strauss framförde sin nya polka vid en "Lust-Explosionsfest" (Rolig Explosionsfestival) i Sträussl-Säle i den 8 februari 1847, varpå han framförde den på Dommayers Casino i Hietzing och andra dansställen. Verket kom ut i tryck i början av februari 1848 såsom Explosions-Polka och under den titeln har den behållit sin popularitet fram till våra dagar.

## Om polkan
Speltiden är ca 3 minuter och 5 sekunder plus minus några sekunder beroende på dirigentens musikaliska tolkning.
Det finns även ett arrangemang för brassband av John Glenesk Mortimer.
Polkan spelades vid Nyårskonserten från Wien åren 1990 och 2015 under ledning av Zubin Mehta.

## Weblänkar
- Dynastin Strauss 1847 med kommentarer om Explosions-Polka.
- Expolsions-Polka i Naxos-utgåvan.